# La Chouette et Cie
La Chouette et Cie est une série télévisée d'animation française, créée en 2014 par Alexandre So, Josselin Charier et Antoine Rodelet.
Produite par le studio Hari et distribuée par France Télévisions Distribution, elle compte 156 épisodes de 7 minutes sur deux saisons. La première saison a été diffusée à partir du 24 février 2014 sur France 3, dans la case jeunesse Ludo. Elle a ensuite été rediffusée sur France 4 et sur Boomerang. La saison 2 est diffusée depuis le 11 avril 2016 sur France 3. Au Canada, la série est diffusée sur Télé Québec.

## Synopsis
Personnage absurde de couleur rose, en lévitation sur ses pattes, la Chouette est probablement l‘être le plus malchanceux du monde.
La forêt qu’elle habite est peuplée d’animaux plus ou moins timbrés, qui sont tous facteurs de dérangements. Entre autres : une grenouille prétentieuse et autoritaire qui souhaite tout contrôler, un mouton bienveillant mais super collant et benêt, un phasme bégayant et bricoleur qui souhaite mettre son génie déjanté au service de la communauté, et une chauve-souris idéaliste et exubérante.

Quand on a le caractère ronchon, solitaire et soupe-au-lait de la Chouette, quand on déteste le bruit, le désordre, et les autres de manière générale, il n’y a rien de pire que de vivre dans un tel voisinage.

## Fiche technique
- Titre : La Chouette et Cie
- Création :  Alexandre So, Josselin Charier, Antoine Rodelet
- Réalisation : Victor Moulin (saisons 1 et 2), Jérôme Houlier (saison 2), Alexandre Wahl (saison 2)
- Scénario : Jean-Marc Lenglen, Alexandre So, Josselin Charier, Antoine Rodelet, Yves Coulon, Michel Coulon, Benjamin Leroux, Xavier Vairé, Valérie Chappellet, Simon Lecocq, Nicolas Rodelet
- Direction artistique : Edouard Cellura
- Musique : Les Frères Sonor
- Production : Studio Hari
- Pays d'origine : France
- Format : couleur – son stéréo
- Genre : série d'animation, comédie, humour, aventure
- Durée : 7 minutes
- Nombre d'épisodes : 156 (2 saisons)
- Dates de première diffusion : France : 24 février 2014

## Distribution
- Emmanuel Curtil : la Grenouille
- Pierre-Alain de Garrigues : le Phasme / le Putois
- Sébastien Desjours : le Mouton
- Nathalie Homs : la Chauve-Souris / le Poussin

## Épisodes

### Saison 1 (2014)
1. Chouetté du ciel
2. Chouettonaute
3. Chouettastrophe naturelle
4. Chouettier de construction
5. Chouette costumée
6. Un goût de chouette
7. Œufs de chouette surprise
8. La Lampe chouetteilleuse
9. Conte à chouetter debout
10. Chouette mon amie
11. La Chouette fait le bzzz
12. L'Œuf ou la Chouette
13. Destination chouettouristique
14. Chouetté ou remboursé
15. Espèce chouettégée
16. Chouettocratie
17. Le Chouestributeur
18. Chouettomatic
19. Chouettus Altius Fortius
20. Super Chouette
21. Specimen ex-chouette-tionnel
22. Chouettage au sort
23. Nuit chouettifique
24. La Fée clochouette
25. Chouette au carré
26. Montreur de chouette
27. Coucou chuisse
28. La Chouette au pays des merveilles
29. La Bébête à sa chouechouette
30. Expulsion de chouette
31. Rencontre du chouettième type
32. Le Combat du chouècle
33. Le Monstre du Loch chouette
34. Chouette noire le pirate
35. Concours de légumes chouettants
36. Sous le signe de chouettula
37. Le Retour de Chouettankhamon
38. Le Chouettôme de minuit
39. La Chouette et la Mouette
40. Radiochouettage
41. Le Chouettargot
42. Hypnochouette
43. Excalichouette
44. Moi Tarznouille, toi Chouette
45. Une journée cauchemarchouesque
46. Un caractère de chouette
47. Le Chouettolithe
48. Chouetté coupable
49. Père de chouestitution
50. Vidéochouette
51. Monnaie de chouette
52. Le Porte-chouetteur
53. Bubblechouette
54. Le Petit Chouetteron rose
55. Activités parachouettales
56. Chouettagion
57. Chouette de conserve
58. Le Lutin des chouettes
59. Les Robinsons Chouette
60. Chouetteurs d'épaves
61. La Pierre chouettosophale
62. Cryochouettisation
63. Un copain carrément chouette
64. Abracadachouette
65. Chnoques en stock
66. Tuyau de chouette
67. La Chouettième Samouraï
68. Aérochouette
69. L'Arbre enchouetté
70. Rock'n'chouette attitude
71. Chouette de ménage
72. Soirée chouettante
73. Chouetteux Noël
74. L'Abominable Chouette des bois
75. Châtiment chouelleste
76. Chouette invisible
77. Gastronochouette
78. Chouetterminator

### Saison 2 (2016)
1. Inchoueption
2. Gravichouetty
3. Chouestivités
4. Chouetanderthal
5. Chouastéroïde
6. Chouéquipe gagnante
7. Créature chouestérieuse
8. La Chouettétie Inca
9. Amour chouetternel
10. Le Choueptre royal
11. Tour de Chouettie
12. Pinochouette
13. Chouespionnage
14. La dame à la Chnillorne
15. Le Petit Chouecet
16. Chouetteur Pan
17. La Chouétrange Aventure du Dr. Phasme
18. Les dents de la Chouette
19. Visite chouayale
20. La Chouette et le Chniller magique
21. La Chouettée vers l'or
22. La Malédiction de Chouettankhamon
23. Choualloween
24. Chouémoticônes
25. Potion chouagique
26. La Ligue des Chouesticiers
27. Belle-île en Chouette
28. Chouamnésie
29. Chenille préhistochouette
30. Chouettin des Bois
31. Chouavatar
32. Rainette et les Chouept Nains
33. Chouettage au centre de la Terre
34. Chenilles chouélectriques
35. Chouetective privé
36. Bienvenue chez les Chenilles panées
37. Planète chouinterdite
38. Chouetti Putois et les 40 voleurs
39. Les Chouaventuriers du Temple perdu
40. Règlement de Comptes à OK Chouettal
41. Microchouettisation
42. Agent zéro zéro Chouette
43. Donjons et Chouettons
44. La chouettième Dimension
45. Chouollywood
46. Pochouette Monsters
47. Les chouept Mercenaires
48. Voyance et Chouettanigances
49. Retour vers le Chouettur
50. Le Chouesprit de la Forêt
51. Choueturday Night Fever
52. Chouettonimo
53. L'apprenti Sorchouette
54. Le Chouetteur de la Couronne
55. L'incroyable Chouettulk
56. Baby chouetting
57. Le trésor de Barbe-Chouette
58. Choueffaçage Mémoire
59. Chouévasion
60. La Belle au Bois Chouettant
61. Choualpinisme
62. Hansel et Chouetel
63. Chouettassic Park
64. Art chouettemporain
65. Duo de Chouoc
66. Ascension chouettosphérique
67. Guerre chouettricide
68. La Guerre des Chouettoiles
69. Parcours labychouinthique
70. Club de chouettances
71. Chouettamorphose
72. Monde parachouette
73. Chouettoile de Maître
74. Vitesse superchouonique
75. L'Empire contre-chouattaque
76. Deltachouette
77. Chouef cuistot
78. Aventure chouintérieure

## Production
La Chouette et Cie est une série dérivée de la série La Chouette (2006). La Chouette est le personnage central des deux séries. Contrairement à la série d'origine qui est muette, les personnages de La Chouette et Cie dialoguent, excepté la Chouette qui ne parle pas.

### Distribution
Initialement distribuée à l'étranger par DreamWorks, la série est aujourd'hui distribuée par France Télévisions Distribution dans le monde entier.
Les 39 premiers épisodes de la saison 1 sont sortis en DVD le 1er octobre 2014.
L'intégrale de la saison 1 est sortie en DVD le 5 octobre 2015.
Deux cross-over entre les séries La Chouette et Cie et Les As de la jungle à la rescousse ont été produits :
- Drôle d'oiseau produit par TAT Productions et Master Films : la Chouette s'invite par accident dans l'univers des As de la jungle à cause d'une invention ratée du phasme ;
- Opération chouettage de dragon produit par le studio Hari : deux personnages des As de la jungle se retrouvent parmi les personnages de La Chouette et Cie.

### Distinctions
En avril 2015, la série remporte le Pulcinella Award de la meilleure série télévisée pour enfants au festival italien « Cartoons on the Bay »,« La Chouette et Cie récompensée à Venise », studiohari.com, 24 juin 2015.